# Anna Reynolds
Anna Reynolds (* 5. Juni 1930 in Canterbury, Kent; † 24. Februar 2014 in Peesten, Markt Kasendorf, Bayern) war eine britische Opern- und Konzertsängerin mit der Stimmlage Alt.

## Leben
Anna Reynolds studierte zunächst Klavierspiel an der Royal Academy of Music in London. Anschließend folgte ein Gesangsstudium in Italien. Ihre ersten professionellen Auftritte hatte sie in Italien als Solistin in Opern und Konzerten. Sie sang u. a. in Rom, Mailand, Venedig und Triest.
Mehrmals gastierte sie beim Glyndebourne Festival. Sie sang 1962–1963 dort die Geneviève in Pelléas et Mélisande von Claude Debussy. 1965 sang sie dann dort auch die Annina in Der Rosenkavalier von Richard Strauss. Weitere Auftritte in Glyndebourne folgten in den Jahren 1968–1970.
In der Saison 1966/1967 wurde Anna Reynolds Mitglied der Covent Garden Opera in London. Sie sang dort als erste Partie die Rolle der Adelaide in Arabella. 1968 engagierte Herbert von Karajan Anna Reynolds für seine Opernaufführungen bei den Salzburger Osterfestspielen, die den Werken Richard Wagners galten. Im selben Jahr erfolgte ihr Debüt an der Metropolitan Opera in Das Rheingold.
Den künstlerischen Höhepunkt erreichte ihre Karriere dann 1970 mit ihrer Verpflichtung zu den Bayreuther Festspielen. Dort sang sie in den Jahren 1970–1975 die Fricka in Der Ring des Nibelungen, außerdem die Waltraute und die 2. Norn in der Götterdämmerung. Außerdem sang sie in Bayreuth in den Jahren 1973–1975 die Magdalene in Die Meistersinger von Nürnberg.
Unter Karl Richter nahm sie 1973 zusammen mit Helen Donath, Stuart Burrows und Donald McIntyre sowie dem John Alldis Choir unter John Alldis und dem London Philharmonic Orchestra Georg Friedrich Händels Oratorium Der Messias auf.
Anna Reynolds galt weltweit auch als geschätzte Konzertsängerin, vor allem als Interpretin der Werke von Gustav Mahler. Sie war auch als Gesangspädagogin tätig. Reynolds war mit dem US-amerikanischen Heldentenor Jean Cox verheiratet.